# Municipio de Krakow
El municipio de Krakow (en inglés: Krakow Township) es un municipio ubicado en el condado de Presque Isle en el estado estadounidense de Míchigan. En el año 2010 tenía una población de 705 habitantes y una densidad poblacional de 4,48 personas por km².

## Geografía
El municipio de Krakow se encuentra ubicado en las coordenadas 45°17′42″N 83°35′34″O / 45.29500, -83.59278. Según la Oficina del Censo de los Estados Unidos, el municipio tiene una superficie total de 157.32 km², de la cual 144,15 km² corresponden a tierra firme y (8,37 %) 13,17 km² es agua.

## Demografía
Según el censo de 2010, había 705 personas residiendo en el municipio de Krakow. La densidad de población era de 4,48 hab./km². De los 705 habitantes, el municipio de Krakow estaba compuesto por el 99,72 % blancos, el 0,14 % eran amerindios y el 0,14 % eran de una mezcla de razas. Del total de la población el 0,14 % eran hispanos o latinos de cualquier raza.